# Diecezja Chester
Diecezja Chester (ang. Diocese of Chester) – diecezja Kościoła Anglii w metropolii Yorku, obejmująca większość obszaru hrabstwa Cheshire, a także fragmenty hrabstw Merseyside i Wielki Manchester. Miasto Chester bywało tymczasową siedzibą biskupów katolickich już w czasach średniowiecznych, jednak stała stolica biskupia została tam ustanowiona dopiero w ramach Kościoła Anglii, na mocy decyzji króla Henryka VIII z 1541 roku. W 2015 diecezja została pierwszą w Kościele Anglii, w której posługę biskupią podjęła kobieta. 

## Biskupi
stan na 16 lutego 2018:
- biskup diecezjalny: Peter Forster (z tytułem biskupa Chester)
- biskupi pomocniczy:
  - Keith Sinclair (z tytułem biskupa Birkenhead)
  - Libby Lane (z tytułem biskupa Stockport)